# Souvlaki (альбом)
Souvlaki — второй студийный альбом группы Slowdive. Записан в 1992 году и выпущен 1 июня 1993 года на лейбле Creation Records.
После первого издания Souvlaki занял 51-е место в британском чарте альбомов и был встречен прохладными отзывами критиков. С тех пор он получил ретроспективное признание критиков и был признан классикой жанра шугейз.

## Предыстория
До написания Souvlaki, Рэйчел Госвелл и Нил Халстед разорвали свои отношения, и Нил Халстед начал проводить больше времени за написанием песен в одиночку; до этого создание музыки выполнялся всей группой.

## Запись альбома
Во время турне по Европе в начале 1992 года, Slowdive начали предварительную работу над студийном альбомом Souvlaki, написав и записав несколько дублей и около 40 демо-версий песен. По словам главного автора песен группы Нила Холстеда, на эти ранние песни повлияли Joy Division и альбомы Дэвида Боуи, такие как Low и Lodger. Алан Макги, глава лейбла Slowdive Creation Records, не был впечатлён материалом группы и отверг его, хотя позже решил предоставить группе полный творческий контроль над альбомом.
Вернувшись в Соединённое Королевство после турне по США в мае 1992 года, Slowdive связались с Брайаном Ино, большим поклонником которого был Халстед, и попросили его продюсировать Souvlaki. В то время, как Ино отказался, он все же согласился провести несколько дней записи со Slowdive, и из этих сессий вышли треки «Sing» и «Here She Comes». После сессий с Брайаном Ино, Холстед стал больше ориентироваться на эмбиентную музыку при написании песен; он упомянул Aphex Twin, даб-музыку и ранний драм-н-бэйс, оказавшие влияние на трек «Souvlaki Space Station».
Тем временем Холстед был в нестабильном эмоциональном состоянии из-за недавнего разрыва с Госвелл. По предложению менеджера Slowdive Халстед временно прекратил записи Souvlaki летом 1992 года и отправился в Уэльс, где прожил в арендованном коттедже около двух недель. В отсутствие Халстеда только басист Ник Чаплин и гитарист Кристиан Сэвилл продолжали записывать материал, хотя позже Сэвилл вспоминал, что он и Чаплин просто записали несколько «шуточных песен». К тому времени, когда он вернулся, Халстед написал новую партию «резких и гораздо более личных» песен, включая «Dagger», которая вошла в конечную версию альбома. Он сказал, что тексты песен, которые он написал в этот период, были основаны как на его уединенных условиях жизни в Уэльсе, так и на его чувствах по поводу конца его отношений с Госвелл.
Сведением Souvlaki занимался Эд Буллер, ранее работавший с Suede и Spiritualized.

## Выход в свет
Восемь месяцев спустя альбом был выпущен в США лейблом SBK Records 8 февраля 1994 года.
На двухдисковом ремастер-переиздании Souvlaki, которое вышло в 2005 году компанией Castle Music, дочерним лейблом Sanctuary Records, был представлен кавер на песню «Some Velvet Morning» 

## Список композиций
| №   | Название                 | Длительность |
| --- | ------------------------ | ------------ |
| 1.  | «Alison»                 | 3:52         |
| 2.  | «Machine Gun»            | 4:28         |
| 3.  | «40 Days»                | 3:15         |
| 4.  | «Sing»                   | 4:51         |
| 5.  | «Here She Comes»         | 2:19         |
| 6.  | «Souvlaki Space Station» | 5:59         |
| 7.  | «When the Sun Hits»      | 4:47         |
| 8.  | «Altogether»             | 3:42         |
| 9.  | «Melon Yellow»           | 3:53         |
| 10. | «Dagger»                 | 3:35         |